# Haswell-Insel
Die Haswell-Insel ist eine Insel im Südpolarmeer ungefähr drei Kilometer vor der antarktischen Küste in der Nähe der Mirny-Station in Ostantarktika. Die mit etwa 1 km² größte Insel der Inselgruppe der Haswell-Inseln liegt knapp 300 Kilometer westlich des Shackleton-Schelfeises und etwa 80 Kilometer südlich der Drygalski-Insel. Die nächstgelegenen Inseln sind die Tokarew-, die Gorew- und die Buromski-Insel. Die Haswell-Insel ist teilweise eisfrei, hat felsigen Untergrund und erreicht eine Höhe von knapp 100 Metern. Die Insel wurde 1912 durch die Australasiatische Antarktisexpedition 1911–1914 entdeckt.
Die Haswell-Insel ist Brutplatz verschiedener Meeresvogelarten, deren Populationen aber in den letzten Jahrzehnten abgenommen haben. Am zahlreichsten vertreten ist der Adeliepinguin mit 27.000 adulten Tieren im antarktischen Sommer 2009/2010. Weiterhin brüten hier der Silbersturmvogel, der Antarktiksturmvogel, der Kapsturmvogel, der Schneesturmvogel, die Buntfuß-Sturmschwalbe und die Antarktikskua. Südöstlich der Insel gibt es auf dem Festeis eine Brutkolonie des Kaiserpinguins. Säugetiere sind hauptsächlich durch die Weddellrobbe vertreten, es kommen aber vier weitere Robbenarten vor, darunter die seltene Rossrobbe. In den Gewässern um die Insel sind Minkwale und Schwertwale anzutreffen.
Die Haswell-Insel wird als besonders geschütztes Gebiet der Antarktis Nr. 127 (Antarctic Specially Protected Area No. 127) entsprechend dem Umweltschutzprotokoll zum Antarktisvertrag ausgewiesen. BirdLife International führt sie als AQ141 in der Liste seiner Important Bird Areas auf.